# Dap Izaaks
David Jacobus „Dap“ Izaaks (* 1932 oder 1933; † 2005 in Windhoek), auch bekannt als Oom Dap, war ein namibischer Politiker, amtierender Kaptein der Rehoboth Baster und Bürgermeister von Rehoboth.
Izaaks gründete 1968 die Rehoboth Volkspartei. Er war, nach dem Tod von Johannes Diergaardt vom 12. Februar 1998 bis 11. Januar 1999 amtierender Kaptein. Er verlor 1999 die Wahl zum Führer der Baster gegen John McNab. Izaaks erhielt 17,6 Prozent der Stimmen.
Izaaks starb an den Folgen eines Verkehrsunfalls.